# DRACO (антивирусный препарат)
DRACO — антивирусный препарат. Название препарата составлено из первых букв полного наименования на английском языке («Double-stranded RNA (dsRNA) Activated Caspase Oligomerizer» — Активируемый двухцепочечной РНК олигомеризатор каспазы).

## История
Под этим наименованием понимается группа экспериментальных антивирусных препаратов, разрабатываемых в Массачусетском Технологическом Институте. Сообщается, что DRACO имеет широкий спектр действия на многие вирусные инфекции включая вирус Денге, вирусы Амапари и Такарибе, вирус Гуама (Guama orthobunyavirus), вирус гриппа H1N1, а также на риновирусы и ВИЧ инфекцию.
Сообщается, что DRACO вызывает быстрый апоптоз пораженных вирусом клеток млекопитающих, не повреждая при этом неинфицированные клетки.
По состоянию на декабрь 2015 года все исследования, связанные с DRACO, были приостановлены из-за отсутствия финансирования.

## Механизм действия
DRACO действует избирательно на пораженные вирусом клетки. Выбор между инфицированными и здоровыми клетками происходит главным образом по длине и типу спиралей РНК внутри клетки. Большинство вирусов производит длинные двухцепочечные РНК во время транскрипции и репликации. В отличие от них, здоровые клетки млекопитающих производят двухцепочечные РНК длиной менее 24 пар оснований при транскрипции. Гибель инфицированных клеток вызывается запуском одного из финальных этапов апоптоза, при котором комплексы, содержащие межклеточные сигнальные молекулы апоптоза одновременно связывают множество прокаспаз. Прокаспазы активируются путём расщепления, то есть активируют в каскадной реакции дополнительные каспазы и расщепляют множество клеточных белков, чем вызывают её гибель.